# Кусьмеркі
Кусьмеркі (пол. Kuśmierki) — село в Польщі, у гміні Мстув Ченстоховського повіту Сілезького воєводства.
Населення — 127 осіб (2011).
У 1975-1998 роках село належало до Ченстоховського воєводства.

## Демографія
Демографічна структура станом на 31 березня 2011 року:
|          | Загалом | Допрацездатний вік | Працездатний вік | Постпрацездатний вік |
| -------- | ------- | ------------------ | ---------------- | -------------------- |
| Чоловіки | 64      | 14                 | 46               | 4                    |
| Жінки    | 63      | 10                 | 37               | 16                   |
| Разом    | 127     | 24                 | 83               | 20                   |